# 붕규산 유리

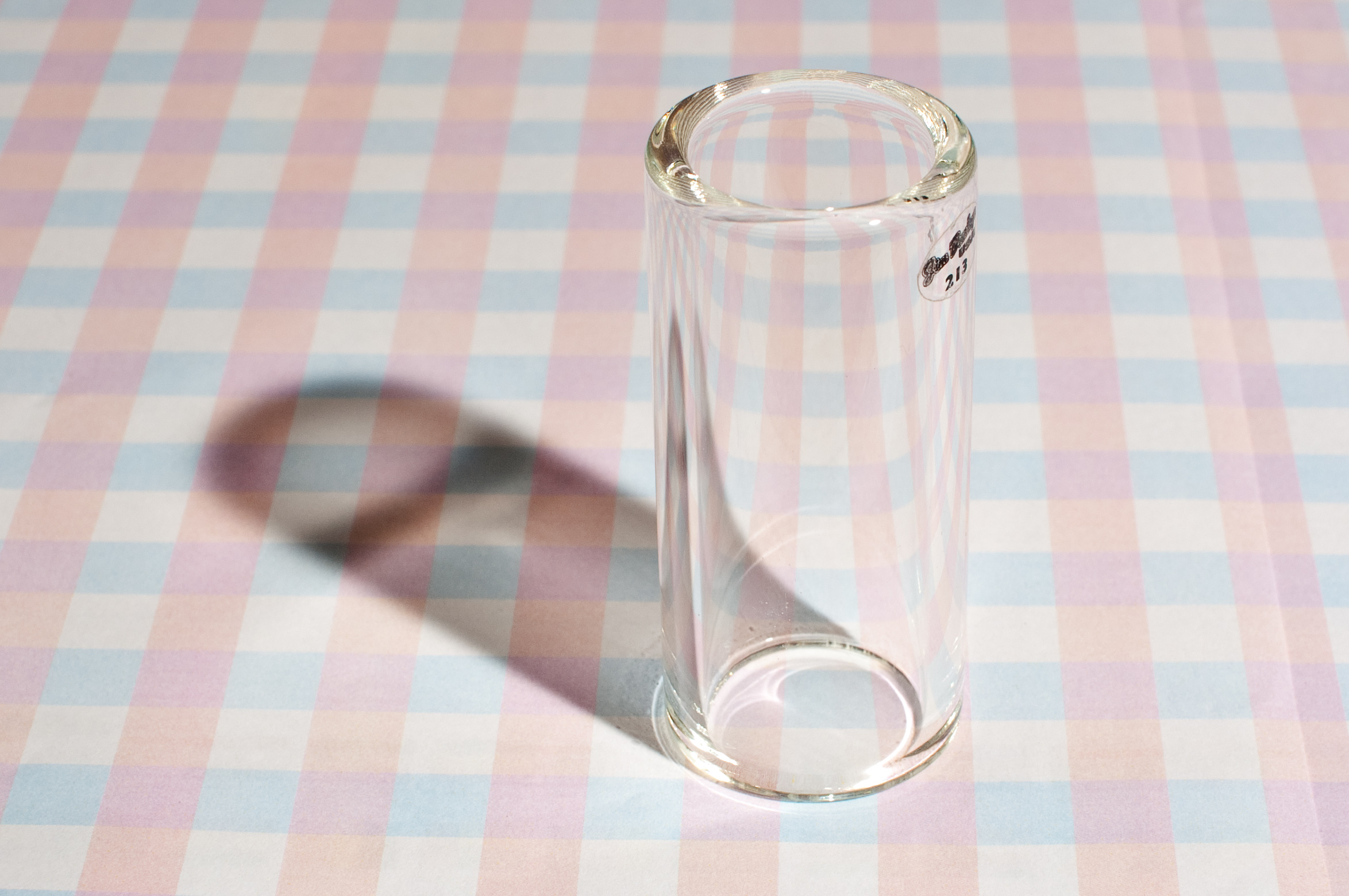
붕규산 유리로 만든 슬라이드 기타

붕규산 유리(Borosilicate glass)는 실리카와 삼산화 붕소를 주요 성분으로 하는 유리의 한 종류이다. 이 유리는 매우 낮은 열팽창 계수(약 3 × 10⁻⁶ K⁻¹, 20 °C 기준)를 가지고 있어, 일반적인 유리보다 열충격에 강하다. 그 결과 약 166 °C(330 °F)의 온도 차에도 파손되지 않고 견딜 수 있다. 붕규산 유리는 시약병과 플라스크, 조명기기, 전자제품, 조리기구 등 다양한 용도로 사용된다. 이 외의 많은 용도에서는소다석회 유리가 더 일반적으로 사용된다.
붕규산 유리는 다양한 상표명으로 판매되며, Borosil, Duran, 파이렉스, Glassco, Supertek, Suprax, Simax, Bellco, Marinex(브라질), BSA 60, BSC 51(NIPRO), Heatex, Endural, Schott, Refmex, Kimax, Gemstone Well, United Scientific, MG(인도) 등이 있다.
단자형 자가점등 램프는 운모 디스크로 절연되며, 붕규산 유리로 된 방전관(아크 튜브)과 금속 캡으로 구성된다. 대표적인 예로는 가로등에 흔히 사용되는 나트륨등이 있다.
붕규산 유리의 융점은 약 1,650 °C(3,000 °F, 1,920 K)이다.

## 역사
붕규산 유리는 19세기 후반 독일 예나에서 유리 제조업자 오토 쇼트에 의해 처음 개발되었다. 이 초기 붕규산 유리는 이후 예나 유리로 알려지게 되었다.
1915년 코닝이 파이렉스를 출시한 이후, 이 이름은 영어권에서 붕규산 유리를 대표하는 용어처럼 사용되었다. 그러나 1940년대 이후로는 파이렉스 브랜드로 생산된 유리 중 상당 부분이 소다석회 유리로 제작되고 있다.
붕규산 유리는 서로 다른 용도에 맞춰 제작된 다양한 종류의 유리를 포함하는 유리 계열의 이름이다. 현재 가장 널리 사용되는 것은 Borosilicate 3.3 또는 5.0x 계열로, Duran, Corning33, Corning51-V(투명), Corning51-L(호박색), International Cookware의 NIPRO BSA 60, BSC 51 등이 이에 해당한다.

## 제조 과정
붕규산유리는 삼산화 붕소, 규사, 탄산나트륨, 알루미나를 혼합하고 녹여서 만들어진다. 일반 규산유리에 비해 더 높은 온도에서 녹기 때문에, 산업 생산을 위해 새로운 기술이 요구되었다.
붕규산유리 제조에는 전통적으로 유리 제조에 사용되는 석영, 탄산나트륨, 산화알루미늄 외에 붕소가 추가로 사용된다. 실험실 유리기구 등에서 사용되는 저팽창 붕규산유리는 대략 80%의 이산화규소, 13%의 삼산화붕소, 4%의 산화나트륨 또는 산화칼륨, 그리고 2~3%의 산화알루미늄로 구성되어 있다. 붕규산유리는 녹는점이 높아 기존의 유리에 비해 제조가 어렵지만, 경제적으로 생산이 가능하며, 높은 내구성과 화학적·열적 저항성 덕분에 화학 실험기구, 조리기구, 조명, 특수 창유리 등 다양한 용도에 사용된다.
제품의 형태에 따라 제조 공정이 달라지며, 플로트 공법, 튜브 드로잉, 몰딩 등 다양한 방식으로 구분된다.

## 물리적 특성
실험용 유리 기구에 일반적으로 사용되는 붕규산 유리는 매우 낮은 열팽창 계수(3.3 × 10⁻⁶ K⁻¹)를 가지고 있으며, 이는 일반적인 소다석회 유리의 약 3분의 1 수준이다. 이로 인해 온도 구배에 따른 재료 응력이 줄어들어, 붕규산 유리는 특정 용도에 더 적합한 유리로 간주된다. 이에 비해 석영 유리는 열팽창 계수가 소다석회 유리의 15분의 1 수준으로 더욱 우수하지만, 가공이 어려워 제작 비용이 매우 높다. 따라서 붕규산 유리는 저비용의 절충안으로 널리 사용된다. 붕규산 유리는 다른 유리 종류에 비해 열충격에 강하지만, 급격하거나 불균일한 온도 변화에 노출되면 여전히 균열이 생기거나 파손될 수 있다.
이 유리 계열의 주요 특성은 다음과 같다:
- 서로 다른 붕규산 유리는 다양한 열팽창 계수를 가지며, 이에 따라 다양한 금속 및 합금과 직접 접합이 가능하다. 예를 들어, 열팽창 계수가 4.6인 몰리브덴 유리, 약 4.0인 텅스텐, 약 5.0인 코발(영어판) 등은 열팽창 계수가 밀접하게 일치하여 밀봉 재료로 적합하다.
- 일반적으로 약 500 °C(930 °F)의 높은 최대 사용 온도를 허용한다.[7]
- 부식성 환경에서 매우 높은 화학적 저항성을 보인다. 예를 들어 산에 대한 내성 표준 시험에서는 극한 조건을 설정하고도 유리에 미치는 영향이 매우 낮게 나타난다.
- 7740 파이렉스의 연화점(영어판)(점성이 약 10⁷.⁶ 푸아즈가 되는 온도)은 820 °C(1,510 °F)이다.[8]

붕규산 유리는 붕소의 원자 질량이 낮기 때문에 일반적인 소다석회 유리보다 밀도가 낮으며, 약 2.23 g/cm³이다. 상압에서 20~100 °C 구간의 평균 비열은 0.83 J/(g·K)로, 물의 약 5분의 1 수준이다.
붕규산 유리는 약 170 °C(330 °F)의 온도 차이를 견딜 수 있는 반면, 소다석회 유리는 약 40 °C(100 °F)의 온도 변화만 견딜 수 있다. 이러한 차이로 인해, 전통적인 소다석회 유리로 만들어진 일반 주방용 기구는 끓는 물이 담긴 용기를 얼음 위에 올려놓으면 파손될 수 있지만, 파이렉스나 다른 붕규산 유리 실험기구는 그렇지 않다.
광학적으로 붕규산 유리는 분산률이 낮은 크라운 유리로 분류되며, 아베수는 약 65 정도이고, 가시광선 영역에서의 굴절률은 1.51에서 1.54 사이이다.

### 분류
분류 목적상, 붕규산 유리는 산화물 조성비(질량 백분율 기준)에 따라 대략 다음과 같은 그룹으로 나눌 수 있다. 붕규산 유리의 특징은 유리 구조망을 형성하는 성분으로 실리카(SiO₂)와 붕산화물(B₂O₃, 8% 이상)이 상당량 포함된다는 점이다. 붕산화물의 함량은 유리의 특성에 특정한 방식으로 영향을 준다. 내화성이 높은 종류에서는 붕산화물이 최대 13%까지 포함되며, 이에 반해 구조망 내에 붕산화물이 다른 방식으로 포함된 일부 유리는 붕산화물 함량이 15%를 초과하면서 화학적 저항성이 낮은 경우도 있다. 이러한 차이로 인해 다음과 같은 하위 유형으로 구분할 수 있다.

### 비알칼리 토류계
이 유형의 붕규산 유리는 일반적으로 붕산화물 함량이 12~13%이고, 실리카 함량은 80%를 초과한다. 높은 화학적 내구성과 낮은 열팽창 계수(3.3 × 10⁻⁶ K⁻¹)는 이 유리를 다양한 용도에 적합한 재료로 만든다. 이는 대규모 기술 응용 분야에서 사용되는 상업용 유리 중 열팽창이 가장 낮은 편에 속한다. 고급 붕규산 평판 유리는 주로 기술적 응용 분야에서 사용되며, 뛰어난 열 저항성, 우수한 화학적 내구성 또는 높은 광투과성과 깨끗한 표면 품질이 요구되는 경우에 적합하다. 그 외에도 붕규산 유리는 다양한 형태로 제작되어, 유리관, 유리 배관, 유리 용기 등으로 사용되며, 특히 화학 산업 분야에서 널리 활용된다.

### 알칼리 토류계
이 유리는 약 75%의 실리카와 8~12%의 붕산화물 외에도, 최대 5%의 알칼리 토류 금속 산화물과 산화알루미늄(Al₂O₃)을 포함한다. 이 유형은 비교적 부드러운 유리에 속하며, 열팽창 계수는 4.0×10⁻⁶ K⁻¹에서 5.0×10⁻⁶ K⁻¹ 사이의 범위에 해당한다.
이는 단순한 붕규산 유리-알루미나 복합체와는 구별되어야 한다.

### 고붕산염계
이 유리는 붕산화물을 15~25% 사이, 실리카를 65~70% 사이로 포함하며, 소량의 알칼리 금속과 산화알루미늄을 추가 성분으로 가진다. 이 유리는 낮은 연화점과 낮은 열팽창 계수를 특징으로 하며, 텅스텐 및 몰리브덴과 유사한 열팽창 계수를 가진 금속과 밀봉이 가능하고, 높은 전기 절연성을 제공한다. 그러나 붕산화물 함량이 증가함에 따라 화학적 저항성은 감소하게 되며, 이로 인해 고붕산염계 붕규산 유리는 비알칼리 토류계 및 알칼리 토류계 붕규산 유리와는 특성이 크게 다르다. 이 유형에는 180 나노미터 파장의 자외선을 투과할 수 있는 유리도 포함되어 있으며, 이는 붕규산 유리와 석영 유리의 장점을 결합한 성질을 가진다.

## 용도(사용)
붕규산 유리는 조리기구부터 실험실 장비에 이르기까지 다양한 용도로 사용되며, 이식형 의료 기기나 우주 탐사 장비와 같은 고품질 제품의 구성 요소로도 활용된다.

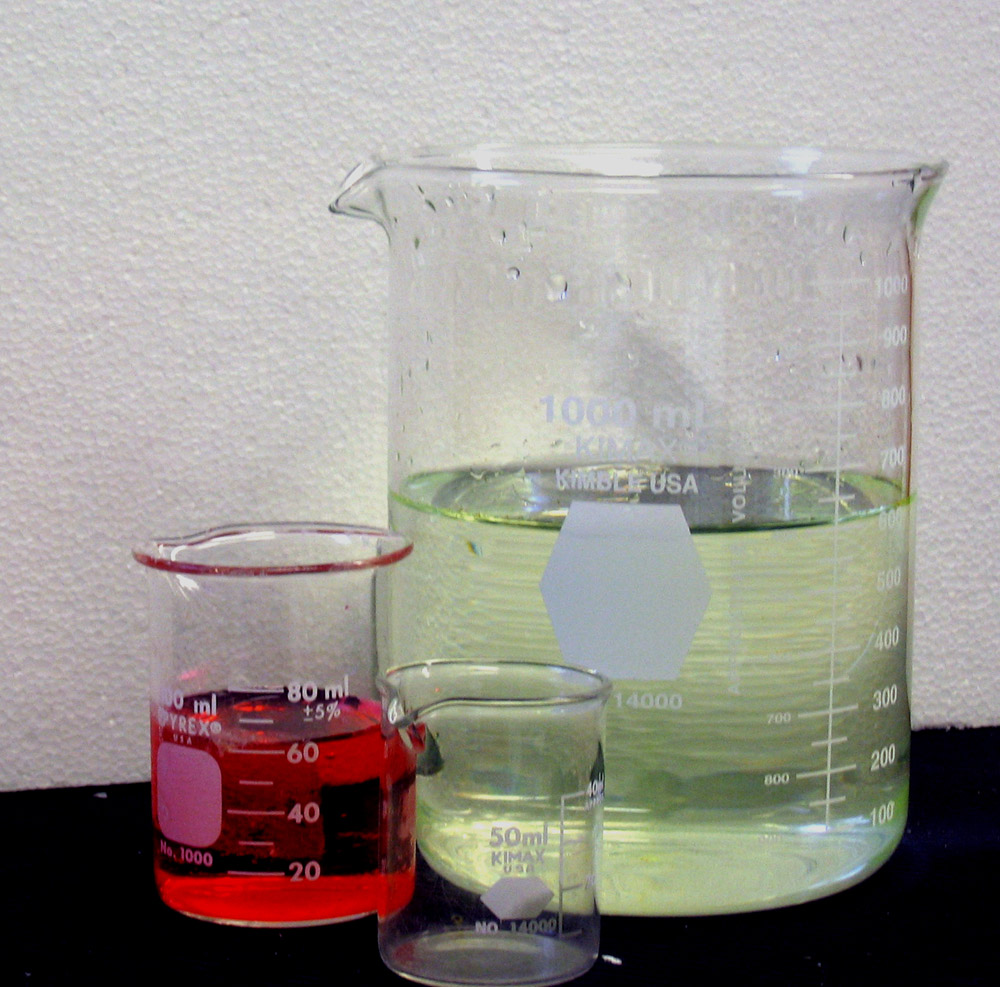
붕규산 유리로 만든 비커들

### 보건 및 과학
현대의 실험실 유리 기구는 거의 모두 붕규산 유리로 제작된다. 이는 화학적·열적 저항성과 우수한 광학 투명성 덕분에 널리 사용된다. 그러나 이 유리는 가열 시 수소화나트륨과 반응하여 실험실에서 일반적으로 사용되는 환원제인 수소화붕소나트륨을 생성할 수 있다. 일부 실험 장비에는 석영 유리가 사용되기도 하는데, 이는 더 높은 융점과 자외선 투과 특성이 요구되는 경우(예: 튜브 퍼니스 라이너나 자외선 큐벳 등)에 해당한다. 그러나 석영 유리는 비용이 높고 제조가 어려워 대부분의 실험 장비에는 실용적이지 않다.
또한, 붕규산 유리 튜브는 바이알, 사전 충전 주사기, 앰풀, 치과용 카트리지와 같은 비경구용 의약품 포장재를 제조하는 원료로 사용된다. 붕규산 유리의 화학적 저항성은 유리 매트릭스로부터 나트륨 이온이 이동하는 것을 최소화하므로, 주사제용 의약품에 적합하다. 이 유형의 유리는 일반적으로 USP / EP / JP 제1형 유리로 분류된다.
붕규산 유리는 의안, 인공 고관절, 골 시멘트, 치과용 복합재(화이트 필링)와 같은 이식형 의료기기에 널리 사용된다.
많은 이식형 기기들은 붕규산 유리 캡슐화가 제공하는 고유한 장점의 혜택을 받는다. 응용 분야에는 수의학용 위치 추적 장치, 간질 치료용 신경 자극기, 이식형 약물 주입기, 인공 와우, 생리학적 센서 등이 포함된다.

### 전자공학
20세기 중반에는 붕규산 유리 튜브가 고출력 진공관 기반 전자 장비(예: 상업용 방송 송신기)에서 냉각수(주로 증류수)를 순환시키기 위한 배관으로 사용되었다. 또한 고온에서 작동하는 유리 송신관의 외피 재료로도 사용되었다.
붕규산 유리는 반도체 산업에서도 활용되며, 마이크로전자기계시스템(MEMS) 개발에 있어 식각된 실리콘 웨이퍼와 결합되는 식각된 붕규산 유리 층의 일부로 사용된다.

### 조리기구

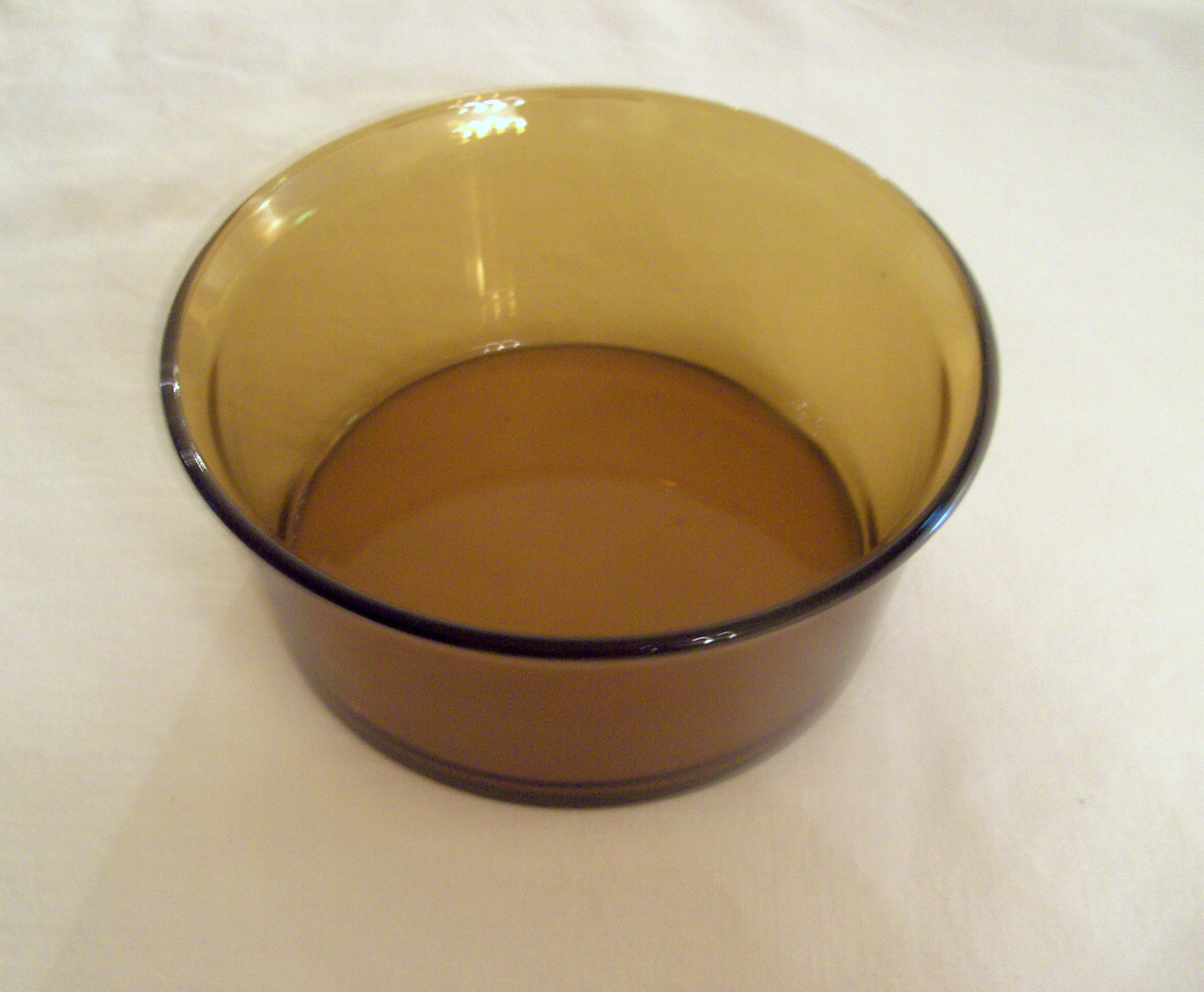
아크 홀딩스(Arc Holdings) 사의 제과용 조리기구

붕규산 유리는 오븐용 용기를 포함한 조리기구에 흔히 사용된다. 눈금이 인쇄된 일부 계량컵에도 사용되며, 이를 통해 정밀한 계량이 가능하다. 붕규산 유리는 특히 뜨거운 음료를 위한 용도로 설계된 고급 음료용 유리 제품에도 사용되는 경우가 있다. 이 유리로 만든 제품은 얇지만 내구성이 있거나, 추가적인 강도를 위해 두껍게 제작되기도 하며, 전자레인지와 식기세척기 사용이 가능하다.

### 조명
고급 손전등의 렌즈에는 붕규산 유리가 사용되는 경우가 많다. 이는 플라스틱이나 저급 유리에 비해 렌즈를 통과하는 빛의 투과율을 높이는 데 도움이 된다.
수은등, 금속할로겐화물등 등 여러 종류의 고강도 방전등(HID)은 붕규산 유리를 외피 재료로 사용한다.
최근에는 램프워킹 기술의 발전으로 예술적 활용도 증가하였다. 현대 스튜디오 유리 예술은 색채 표현을 중심으로 발전하고 있으며, 붕규산 유리는 램프워킹 방식의 유리공예에 일반적으로 사용된다. 예술가들은 이를 통해 공예용 유리 구슬, 보석류, 주방용품, 조각품, 예술적 유리 흡연 파이프 등 다양한 작품을 제작한다.
디스플레이 및 조명용으로 사용되는 유기 발광 다이오드(OLED)에도 붕규산 유리(BK7)가 사용된다. 유기 발광 다이오드 제작에 사용되는 붕규산 유리 기판의 두께는 일반적으로 1밀리미터 미만이다. 붕규산 유리는 광학적, 기계적 특성과 비용 측면의 균형으로 인해 유기 발광 다이오드에서 일반적인 기판 재료로 사용된다. 다만, 용도에 따라 비슷한 두께의 소다석회 유리 기판이 유기 발광 다이오드 제작에 사용되기도 한다.

### 광학
많은 천문용 반사망원경은 낮은 열팽창계수 덕분에 거울 구성 요소에 붕규산 유리를 사용한다. 이는 온도 변화에 따라 거의 변형되지 않는 매우 정밀한 광학 표면을 구현할 수 있게 하며, 온도 변화에도 함께 변화하면서 광학계의 특성을 유지할 수 있는 유리 거울 구성 요소 제작이 가능하게 한다. 헤일 망원경의 200인치 주경은 붕규산 유리로 제작되었다.
정밀 기기용 렌즈를 제작할 때 가장 널리 사용되는 광학 유리는 쇼트(Schott)의 BK-7 또는 중국산 크라운 유리인 K9 유리과 같은 동급 제품이다. 이들은 매우 정밀하게 제조된 붕규산 크라운 유리이며, 굴절률 1.517과 아베수 64.2를 반영하여 517642 유리로도 불린다. 이보다 저렴한 붕규산 유리인 쇼트 B270이나 그에 상응하는 제품은 안경용 크라운 유리 렌즈 제작에 사용된다. 반면, 조리기구나 반사망원경 거울 등에 사용되는 일반 저가형 붕규산 유리는 줄무늬나 내포물이 많기 때문에 고품질 렌즈 제작에는 적합하지 않다. 이 유리의 최대 사용 온도는 268 °C(514 °F)이며, 액체 상태로 전이되기 시작하는 온도는 288 °C(550 °F)로, 이 시점에서 붉게 달아오르기 직전이다. 그러나 실제로 가공이 가능한 온도는 538 °C(1,000 °F)를 넘어야 한다. 따라서 이 유리를 산업적으로 가공하기 위해서는 산소/연료 토치가 필요하며, 유리공들은 용접 기술과 장비를 차용하여 이러한 작업을 수행한다.

### 신속한 시제품 제작
붕규산 유리는 융합 적층 모델링(FDM) 또는 융합 필라멘트 제작(FFF) 방식의 3D 프린터에서 빌드플레이트(조형판)용 소재로 널리 사용되고 있다. 낮은 열팽창계수 덕분에, 저항 가열판이나 가열 패드와 함께 사용할 경우, 플라스틱 재료를 층층이 압출하여 적층하는 데 적합한 가열식 조형판 소재로 간주된다. 프린팅 재료의 수축을 최소화하려면, 첫 번째 적층층이 충분히 평평하고 가열된 표면 위에 놓여야 한다. 이는 ABS, 폴리카보네이트, 폴리아마이드 등 일부 재료가 적층 후 냉각되면서 수축하는 현상 때문이다. 사용되는 재료에 따라, 빌드 플레이트는 조형물 제작 시마다 실온에서 50°C에서 130°C 사이의 온도로 주기적으로 변화하게 된다. 적절한 온도와 함께 카프톤 테이프, 마스킹 테이프, 헤어 스프레이, 풀 스틱, ABS+아세톤 혼합액 등 다양한 코팅 재료를 사용하는 것은, 첫 번째 적층층이 조형판에 잘 부착되고, 이후 냉각 과정에서도 휘어짐 없이 부착된 상태를 유지하도록 돕는다. 조형이 완료된 후에는 가열 요소와 조형판이 서서히 냉각된다. 이때 플라스틱은 냉각되면서 수축하지만, 열팽창계수가 낮은 유리는 거의 형태 변화가 없기 때문에 잔류 응력이 발생한다. 이 응력은 플라스틱이 기계적으로 조형판에 부착되어 있는 상태에서 이를 떼어내는 데 유리하게 작용한다. 경우에 따라, 형성된 응력이 코팅 재료 및 조형판과의 접착력을 넘어서면서 부품이 자연스럽게 떨어지기도 한다.

### 기타 용도
붕규산 유리는 수족관용 히터에 사용되기도 한다. 높은 내열성 덕분에, 물과 니크롬 발열체 사이의 큰 온도 차도 견딜 수 있다.
대마초나 담배 흡연을 위한 특수 유리 파이프 역시 붕규산 유리로 제작될 수 있다. 내열성이 높아 파이프의 내구성을 높여준다. 일부 피해 감소(harm reduction) 단체에서는 크랙 코카인을 흡입하는 용도의 붕규산 유리 파이프를 배포하기도 하는데, 이는 고온에서도 유리가 깨지지 않아, 유리 파편에 의한 상처나 화상을 방지함으로써 C형 간염 등의 전염 위험을 줄이는 데 도움이 된다.
기성품 유리 슬라이드 기타 대부분도 붕규산 유리로 만들어진다.
붕규산 유리는 또한 강도와 내열성이 높기 때문에, 진공관형 태양열 집열기 기술에서 선호되는 소재이기도 하다.
우주 왕복선과 스페이스X 스타십의 열 보호 타일은 붕규산 유리 코팅이 되어 있다.
붕규산 유리는 방사성 폐기물의 고정화 및 처분에도 사용된다. 대부분의 국가에서는고준위 방사성 폐기물을 알칼리 붕규산염 유리나 인산염계 유리 형태로 수년간 고정화해 왔으며, 이러한 유리화 공정은 이미 확립된 기술이다. 유리화는 생성된 유리 제품의 화학적 내구성이 높기 때문에 특히 매력적인 고정화 방법으로 간주된다. 유리는 화학적 저항성이 높아, 부식성 환경에서도 수천 년, 혹은 수백만 년 동안 안정적으로 유지될 수 있다.
붕규산 유리 튜브는 특수한 가스 텅스텐 아크 용접(TIG) 토치 노즐에도 사용되며, 이는 일반적으로 사용되는 산화알루미늄 노즐을 대체한다. 이 유리는 시야가 제한된 상황에서도 아크를 명확하게 관찰할 수 있게 해준다.

## 상표명
붕규산 유리는 제조사에 따라 조성이 약간씩 다르며, 다음과 같은 상표명으로 제공된다:
- Borofloat: Schott AG(영어판)에서 제조한 붕규산 유리로, 부유 공정으로 생산된 평판 유리이다.
- Borosil(보로실)(영어판): Borosil 사에서 제조하며, 인도에서 실험용 유리기구와 전자레인지용 주방용기에 사용된다.
- BK7: Schott에서 제조한 고순도 붕규산 유리로, 주로 레이저, 카메라, 망원경용 렌즈 및 거울에 사용된다.
- Duran(듀란)(영어판): DURAN Group에서 제조한 유리로, Pyrex, Simax, Jenaer Glas와 유사한 특성을 지닌다.
- Pyrex(파이렉스): 코닝 사에서 제조한 대표적인 붕규산 유리 제품이다.
- Fiolax: Schott에서 제조하며, 주로 의약품 용기로 사용된다.
- Ilmabor: TGI(2014년 파산)에서 제조하였으며, 실험실 및 의료 장비용 용기에 사용되었다.
- Jenaer Glas(예나 글라스)(영어판): 현재는 Zwiesel Kristallglas(영어판)에서 소유하며, 이전에는 Schott AG가 제조하였다. 주로 주방용품에 사용된다.
- Kimax: Kimble 사(영어판)의 붕규산 유리 실험기구 상표이다.
- United Scientific: 실험용 유리기구를 제조 및 유통하는 회사이다.
- Rasotherm: VEB Jenaer Glaswerk Schott & Genossen에서 제조한 기술용 유리 제품이다.
- Simax(시맥스): 체코의 Kavalierglass a.s.에서 제조하며, 실험용 및 소비자용으로 모두 사용된다.
- Supertek: 과학 실험 장비 및 유리기구 제조업체이다.
- Willow Glass(윌로우 글라스): Corning에서 제조한 알칼리 없는 얇고 유연한 붕규산 유리이다.
- Boroux(보룩스): 붕규산 유리로 제작된 음료병 브랜드이다.
- Endural: Holophane 사(영어판)의 상표이다.

## 붕규산 나노입자
초기에는 붕규산 유리를 나노입자 형태로 만드는 것이 불가능하다고 여겨졌다. 이는 불안정한 붕산화물 전구체가 이러한 형태의 형성을 방해한다고 판단되었기 때문이다. 그러나 2008년, 스위스 로잔 연방공과대학(EPFL)의 연구팀은 지름 100~500나노미터의 붕규산 나노입자 형성에 성공했다. 연구진은 테트라에틸오르토실리케이트와 트리메톡시보록신을 혼합하여 겔을 만들었고, 이 겔을 적절한 조건에서 물에 노출시킴으로써 동적인 반응이 일어나 나노입자가 생성되었다.

## 램프워킹에서의 사용
붕규산 유리(약칭으로 "보로"라고도 불림)는 유리공예 기법인 램프워킹에서 널리 사용된다. 이 공정에서 유리공은 버너 토치를 이용해 유리를 녹이고, 다양한 금속 도구와 흑연 도구를 사용해 형태를 잡는다. 붕규산 유리는 일반적으로 "경질 유리"로 불리며, 약 1648 °C(3000 °F)의 높은 융점을 가지고 있다. 이에 비해, 비드메이커들이 주로 사용하는 "연질 유리"는 더 낮은 융점을 가진다. 램프워킹에 사용되는 원유리는 고체 형태 작업용 유리봉과, 중공 작업 및 용기 제작을 위한 유리관 형태로 제공된다. 램프워킹은 복잡하거나 맞춤형 과학 장비를 제작하는 데 활용되며, 대부분의 주요 대학에는 자체적인 램프워킹 공방이 있어 실험기구를 제작하거나 수리한다. 이러한 "과학 유리공예"는 매우 정확한 사양이 요구되며, 유리공은 높은 숙련도와 정밀한 작업 능력을 갖추어야 한다. 램프워킹은 예술 분야에서도 활용되며, 제작되는 일반적인 작품에는 고블릿, 문진, 파이프, 펜던트, 조형물, 피규어 등이 있다.
1968년, 영국의 금속공학자 존 버튼은 금속 산화물을 붕규산유리에 손수 혼합하는 자신의 취미를 미국 로스앤젤레스로 가져왔다. 버튼은 마가렛 유드와 함께 페퍼다인 대학교에서 유리 공예 수업을 시작했다. 수업을 들은 학생들 중 수엘렌 파울러를 포함한 일부는 특정 산화물 조합이 열과 불꽃의 대기에 따라 호박색에서 보라색, 파란색으로 변화하는 유리를 만들어낸다는 사실을 발견했다. 파울러는 이 조합을 폴 트라우트만과 공유했고, 트라우트만은 소규모 배치 방식의 컬러 붕규산유리 조합을 처음으로 공식화했다. 이후 그는 1980년대 중반에 노스스타 글래스웍스(Northstar Glassworks)를 설립했으며, 이는 예술가들이 램프워킹 작업에 사용할 수 있도록 색이 있는 붕규산유리 봉과 튜브를 전문적으로 생산한 최초의 공장이었다. 트라우트만은 또한 현재 여러 유리 회사들이 사용하는 소규모 배치 방식의 색상이 있는 붕규산유리를 제조하기 위한 기술과 공정도 개발했다.

### 비드메이킹(구슬 제작)
최근 몇 년 사이 램프워킹 기법이 수공 유리 구슬 제작 방식으로 다시 주목받으면서, 붕규산유리는 많은 유리 예술가들의 작업실에서 인기 있는 소재가 되었다. 비드메이킹용 붕규산유리는 얇고 연필처럼 생긴 유리봉 형태로 제공된다. Glass Alchemy, Trautman Art Glass, Northstar 등이 대표적인 제조업체이며, 이 외에도 다양한 브랜드가 있다. 특히 은과 같은 금속으로 색을 낸 붕규산유리는 산소-가스 토치 불꽃에서 녹을 때 매우 아름답고 예측 불가능한 색상을 만들어내는 경우가 많다. 붕규산유리는 연유리에 비해 충격에 더 강하고 내구성이 높기 때문에, 파이프 제작이나 조각, 대형 구슬 제작에 특히 적합하다. 붕규산유리로 구슬을 제작할 때 사용하는 도구는 연유리 구슬을 제작할 때 사용하는 도구와 동일하다.
1. 1 2  Brandt, R. C.; Martens, R. I. (September 2012), “Shattering Glass Cookware”, 《American Ceramics Society Bulletin》 (American Ceramics Society), 2015년 3월 10일에 원본 문서에서 보존된 문서
2. 1 2  “The Low Pressure Sodium Lamp”.
3. ↑  “Lighting Comparison: LED vs High Pressure Sodium/Low Pressure Sodium”. 《www.stouchlighting.com》.
4. ↑  “The Sodium Lamp – How it works and history”. 《edisontechcenter.org》.
5. ↑  Spinosa, E. D.; Hooie, D. T.; Bennett, R. B. (1979). 《Summary Report on Emissions from the Glass Manufacturing Industry》 (영어). Environmental Protection Agency, Office of Research and Development, [Office of Energy, Minerals, and Industry], Industrial Environmental Research Laboratory.
6. ↑  “Borosilicato”. 《refmexgl.com》. 2012년 6월 30일에 원본 문서에서 보존된 문서. 2012년 11월 2일에 확인함.
7. ↑  “Glas Frischhaltedose EasyClip 700 ml - Nordic sage” (독일어). Mepal (company)(네덜란드어판). 2024. 2025년 3월 23일에 원본 문서에서 보존된 문서. 2025년 3월 23일에 확인함. |publisher=에 라인 피드 문자가 있음(위치 151) (도움말)
8. ↑  Weissler, G. L. (1979). 《Vacuum Physics and Technology》 2판. Academic Press. 315쪽. ISBN 978-0-12-475914-5.
9. ↑  “Borosilikatglas BOROFLOAT® – Thermische Produkteigenschaften”. 《www.schott.com》 (영어). Schott AG. 2018년 9월 1일에 원본 문서에서 보존된 문서. 2018년 8월 31일에 확인함.
10. ↑  “Technical glasses” (PDF). 2017년 8월 24일에 원본 문서 (PDF)에서 보존된 문서. 2017년 8월 24일에 확인함.
11. ↑  Pires, Ricardo A.; Abrahams, Isaac; Nunes, Teresa G.; Hawkes, Geoffrey E. (2009). “The role of alumina in aluminoborosilicate glasses for use in glass–ionomer cements”. 《Journal of Materials Chemistry》 19 (22): 3652. doi:10.1039/B822285A.
12. ↑  Lima, M.M.R.A.; Monteiro, R.C.C.; Graça, M.P.F.; Ferreira da Silva, M.G. (October 2012). “Structural, electrical and thermal properties of borosilicate glass–alumina composites”. 《Journal of Alloys and Compounds》 (영어) 538: 66–72. doi:10.1016/j.jallcom.2012.05.024.
13. ↑  R Wananuruksawong et al 2011 IOP Conf. Ser.: Mater. Sci. Eng. 18 192010 doi:10.1088/1757-899X/18/19/192010 Fabrication of Silicon Nitride Dental Core Ceramics with Borosilicate Veneering material
14. ↑  “StackPath”.
15. ↑  Estes, Adam Clark (2019년 3월 16일). “The Pyrex Glass Controversy That Just Won't Die”. 《Gizmodo》 (미국 영어). 2019년 3월 22일에 확인함.
16. ↑  Angel, J. R. P. (1988). “8 m Borosilicate Honeycomb Mirrors.”. 《Very Large Telescopes and Their Instrumentation, Vol. 2》 30: 281. Bibcode:1988ESOC...30..281A. 2021년 2월 14일에 확인함.
17. ↑  “Bor-crown glass from SCHOTT”. 2017년 7월 5일에 원본 문서에서 보존된 문서.
18. ↑  Reynolds, Sheila (2018년 2월 15일). “Material of the Month: Borosilicate”. 《Swift Glass》. 2022년 8월 5일에 확인함.
19. ↑  “Safer Crack Cocaine Smoking Equipment Distribution: Comprehensive Best Practice Guidelines”. 《www.catie.ca》 (미국 영어). 2018년 5월 24일에 원본 문서에서 보존된 문서. 2018년 5월 14일에 확인함.
20. ↑  “SPACE SHUTTLE ORBITER SYSTEMS THERMAL PROTECTION SYSTEM”. 2009년 7월 15일에 원본 문서에서 보존된 문서. 2009년 7월 15일에 확인함.
21. ↑  M. I. Ojovan and W.E. Lee. An Introduction to Nuclear Waste Immobilisation, Elsevier, Amsterdam, 315 p. (2005)
22. ↑  Chemical & Engineering News Vol. 86 No. 37, 15 September 2008, "Making Borosilicate nanoparticles is now possible", p. 35
23. ↑  Robert Mickelsen, "Art Glass Lampworking History" Online Glass Museum, http://www.theglassmuseum.com/lampwork.html